# ミューズの晩餐 My Song, My Life
『ミューズの晩餐 My Song, My Life』（ミューズのばんさん マイ・ソング マイ・ライフ）は、テレビ東京系列で放送されていた音楽番組のタイトル。
本項では、本番組開始前に同系列で放送されていた『ミューズの楽譜 My Song, My Life』（ - スコア - ）についても取り上げる。

## 概要

### ミューズの楽譜
2004年10月3日から2005年9月25日まで、毎週日曜22:54 - 23:24（JST）の時間帯で放送されていた。司会は川平慈英と川井郁子。毎回ゲスト1組を迎え、ゲストの人生と深くかかわる思い出の音楽について語る内容だった。番組名の『楽譜』は「スコア」と読む。

### ミューズの晩餐
2008年4月5日から2009年3月28日までは毎週土曜22:55 - 23:20、2009年4月4日から2011年3月26日までは毎週土曜22:30 - 22:55の時間帯で放送されていた。正式なタイトル名は『Daiwa House presents ミューズの晩餐 My Song, My Life 』（ダイワハウス・プレゼンツ - ）である。放送時間繰り上げ以前はDaiwa Houseの一社提供番組だったが、繰り上げ後は複数社提供（同社が引き続き冠スポンサー）となった。司会は寺脇康文と川井郁子。毎週音楽にまつわる素敵なゲストを迎え、その人生と音楽との関わりを興味豊かに引き出し、ゲストとの一夜限りの魅惑のコラボレーション演奏で番組を締めくくる。2009年4月放送より、大岡優一郎（テレビ東京アナウンサー）がコンシェルジュ（案内人）として出演している。
放送終了後、Daiwa House提供番組は金曜22:54枠（「たけしのニッポンのミカタ!」(通常編成時)・「地球VOCE」などの後番組）の『100年の音楽』というミニ番組に移行して、2011年4月8日より放送されている。

## ネット局
| 放送対象地域   | 放送局         | 系列           | 放送日時           | 備考       |
| -------------- | -------------- | -------------- | ------------------ | ---------- |
| 関東広域圏     | テレビ東京     | テレビ東京系列 | 土曜 22:30 - 22:55 | 制作局     |
| 北海道         | テレビ北海道   | テレビ東京系列 | 土曜 22:30 - 22:55 | 同時ネット |
| 愛知県         | テレビ愛知     | テレビ東京系列 | 土曜 22:30 - 22:55 | 同時ネット |
| 大阪府         | テレビ大阪     | テレビ東京系列 | 土曜 22:30 - 22:55 | 同時ネット |
| 岡山県・香川県 | テレビせとうち | テレビ東京系列 | 土曜 22:30 - 22:55 | 同時ネット |
| 福岡県         | TVQ九州放送    | テレビ東京系列 | 土曜 22:30 - 22:55 | 同時ネット |
| 三重県         | 三重テレビ     | 独立UHF局      | 火曜 22:15 - 22:40 |            |
| 奈良県         | 奈良テレビ     | 独立UHF局      | 金曜 21:30 - 21:54 |            |
| 和歌山県       | テレビ和歌山   | 独立UHF局      | 日曜 22:30 - 22:55 | 203日遅れ  |